# Il famoso Jett Jackson
Il famoso Jett Jackson è una serie televisiva statunitense-canadese per ragazzi.
Il protagonista, un ragazzo di nome Jett Jackson (interpretato da Lee Thompson Young), è un agente segreto di una fantomatica serie televisiva intitolata Silverstone. Jett vive e recita a Wilsted, nel North Carolina, dove suo padre è lo sceriffo della città. Tuttavia le riprese de Il famoso Jett Jackson si sono svolte a Brooklin, nell'Ontario.

## Trama
Jett Jackson inizialmente viveva con la madre pubblicista a Los Angeles, ma perse la sua casa ed i suoi amici. Desideroso di una vita relativamente normale, Jett Jackson riesce a ottenere una parte per la produzione dello show Silverstone trasferendosi così a Wilsted, nella Carolina del Nord, offrendo così anche posti di lavoro alla gente del suo paese. Nel frattempo ha anche l'opportunità di vivere con il padre, lo sceriffo Wood Jackson, e la sua bisnonna, Miz Coretta (che chiama Jett Nana). Nonostante il trasferimento non ha perso i contatti con sua madre Jules (anche se durante la terza stagione anch'ella si trasferì a Wilsted) e quindi finalmente Jett può trascorrere parte del suo tempo con la famiglia, gli amici e la scuola.
Lo show Silverstone narra la storia di una spia che lavora per la Missione Omega Matrix, al fine di salvare il mondo dai malvagi come il dottor Hypnoto ed il ratto. A differenza di Jett, Silverstone non ha famiglia, solo Artemus, il suo mentore e, infine, il suo partner Hawk.